# Elke Clijsters
Elke Clijsters (Bilzen, 18 gennaio 1985) è un'ex tennista belga.

## Biografia
Figlia di Leo Clijsters (1956-2009) e sorella di Kim Clijsters (nata nel 1983), dopo una parentesi durata per poco tempo decise di ritirarsi definitivamente nel 2004 per problemi di salute. Sposò Jelle Van Damme il 31 maggio 2008.
Vinse insieme alla compagna connazionale Kirsten Flipkens l'US Open 2002 - Doppio ragazze, in seguito vinse anche il torneo di Wimbledon 2002 - Doppio ragazze in coppia con Barbora Záhlavová-Strýcová vincendo in finale la coppia Ally Baker e Anna-Lena Grönefeld con il punteggio di 6–4, 5–7, 8–6. Nei due anni successivi non riuscì ad eguagliare tali risultati finendo con il ritirarsi.